# قشلاق خان غلدي بالا أوغلان (مقاطعة بيله سوار)
قشلاق خان غلدي بالا أوغلان (بالفارسية: قشلاق خان گلدی بالااوغلان) هي منطقة سكنية تقع في إيران في أردبيل. يقدر عدد سكانها بـ 25 نسمة .